# Knin
Knin es una ciudad histórica ubicada en el condado de Šibenik-Knin en Croacia, cercana al río Krka, en lo que pertenecía a Dalmacia, sobre la carretera Zagreb–Split. Knin fue importante históricamente en dos ocasiones: una cuando fue la capital del Reino de Croacia y más tarde, cuando fue brevemente la capital de la desaparecida República Serbia de Krajina. La ciudad es de alta importancia por razones infraestructurales, ya que las carreteras de Zadar, Split y Šibenik pasan por Knin, dirigiéndose al norte hacia Zagreb.

## Historia

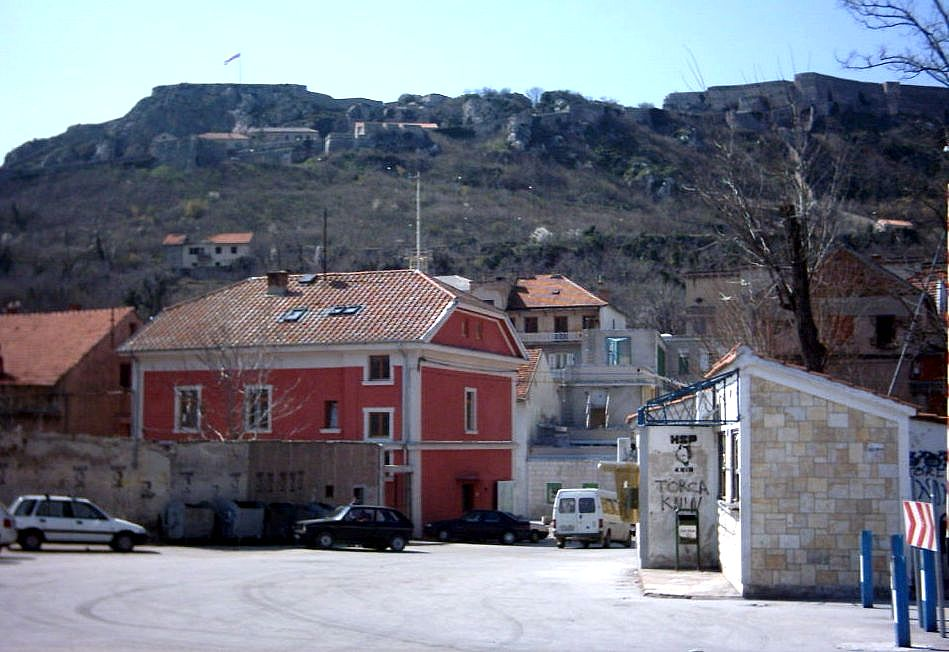
Vista de la fortaleza de Knin desde el centro de la ciudad.

En la vecindad de lo que hoy es Knin había una ciudad llamada Burnum, la cual sirvió como un campo militar del Imperio romano en el siglo I a. C.
La actual Knin se menciona ya en el siglo X en el tratado De Administrando Imperio de Constantino VII Porfirogéneta como centro de una parroquia. En 1040 se fundó una diócesis de Knin, cuya jurisdiscción se extendía hacia el río Drava, con el "obispo croata" como su líder. Knin también fue la capital del Reino de Croacia hacia 1080 durante el gobierno del rey Dmitar Zvonimir. Su patrimonio llevó a que Knin fuese conocida como "la ciudad de los reyes croatas" o como "la ciudad de Zvonimir" (Zvonimirov grad).
Entre los siglos X y XIII, Knin se convirtió en una notable fortaleza militar. La fortaleza sobre el monte Spas domina el centro de la ciudad, y su aspecto actual data de los principios del siglo XVIII. Es una de las construcciones defensivas más grandes de Dalmacia, región dividida en tierras altas, medias y bajas, conectadas por puentes. Su posición estratégica tuvo un papel importante en muchas guerras y traspasos de poder en la región. Así en 1101, la ciudad, como el resto de Croacia, quedó en una unión personal con el reino de Hungría. Dicha unión supuso que la ciudad dejara de funcionar como residencia real si bien siguió siendo un importante centro administrativo del reino de Croacia, que siguió teniendo una notable autonomía dentro de la corona húngara. Desde 1264 fue sede del ban de Croacia, gobernador de Croacia bajo la monarquía húngara, y en el siglo XIV fue parte de la base de poder de la familia Šubić, principales magnates croatas.
Durante la expansión del imperio otomano al sur del reino húngaro, Knin se convirtió en clave para contener las fuerzas turcas en Bosnia si bien su condición de frontera le hizo perder peso como centro administrativo de Croacia. En 1493 la ciudad fue sitiada por los turcos, aunque logró resistir. El 29 de mayo de 1522, la fortaleza de Knin cayó en poder del Imperio otomano tras un segundo sitio, y la cultura croata fue desapareciendo de la ciudad. Esta fue poblada por refugiados serbios y por los otomanos. 
Un siglo y medio más tarde, el 11 de septiembre de 1688, fue capturada por la República Veneciana. Subsecuentemente, la población croata regresó parcialmente y los franciscanos construyeron un monasterio y una iglesia allí en 1708. 
Knin pasó a ser parte del patrimonio de la casa de Habsburgo como parte del reino de Dalmacia en 1797 según el Tratado de Campo Formio. Después de la Declaración de Paz de Presburgo en 1805, el imperio francés tomó el poder de la ciudad y la incorporó a las Provincias Ilirias en 1809. Hacia 1813, los austríacos retomaron el control sobre la ciudad. Hacia el final del siglo XIX, como parte del dominio de los Habsburgo sobre Dalmacia, Knin creció lentamente hasta convertirse en un centro comercial importante, además de ser una ciudad de relevancia por las carreteras. En 1867, Knin se convirtió en un territorio más de Dalmacia, una entidad territorial ubicada dentro de Cisletania. Después de la Primera Guerra Mundial Knin pasó a ser parte del Estado de los Eslovenos, Croatas y Serbios en 1918, el cual se convirtió en el Reino de Serbios, Croatas y Eslovenos (Reino de Yugoslavia en 1929).

### Knin en la Guerra Croata de Independencia
Desde octubre de 1990, ocho meses antes de que Croacia declarase su independencia (el 25 de junio de 1991) de Yugoslavia, Knin se convirtió en la fortaleza principal de los serbios en la región, convirtiéndose finalmente en la capital no reconocida internacionalmente de la República Serbia de Krajina en 1991. Los líderes de Krajina fueron nativos de Knin: Milan Martić, un antiguo inspector de policía más tarde sentenciado a 35 años de prisión por los crímenes de guerra, y Milan Babić, un dentista que después de declararse culpable de varios crímenes de guerra cometió su suicidio. Los serbios tuvieron el poder de la ciudad hasta que esta fue invadida por las fuerzas croatas durante la Operación Tormenta el 5 de agosto de 1995 (la fecha actualmente es una fiesta nacional). 
La mayor parte de la población ya había abandonado la ciudad para la época en que el Ejército Croata tomó el control de Knin. Hubo, sin embargo, muertes de varios civiles serbios causadas por el Ejército Croata durante la Operación Tormenta. Los oficiales croatas involucrados con la operación fueron acusados por haber buscado una  el cual trajo consigo una limpieza étnica,  por la masacre, torturas, violaciones y su responsabilidad en el éxodo de más de 300.000 serbios de la zona, con capital en Knin, por parte del ejército croata, dirigido por el General Ante Gotovina (quien fue procesado y condenado por delitos de lesa humanidad en el Tribunal Penal Internacional para la ex Yugoslavia) No obstante, el 16 de noviembre de 2012, la sala de apelación del tribunal anuló la sentencia y lo declaró inocente por falta de pruebas concluyentes. Fueron igualmente acusados los generales Ivan Čermak, Mladen Markač y del presidente Franjo Tuđman desde Zagreb. 
Los dos líderes de la República de Serbia Krajina también fueron acusados. Martić en 1995, varios días antes de la operación, y Babić en 2004. Babić se declaró culpable de varios crímenes de guerra.
Al final de la guerra, la composición demográfica de Knin consistió ampliamente en la influencia de los refugiados croatas de Bosnia y de antiguos miembros de la milicia croata. Reemplazaron, por amplia mayoría, a los serbios que se fueron de la ciudad durante la Operación Tormenta.

## Geografía

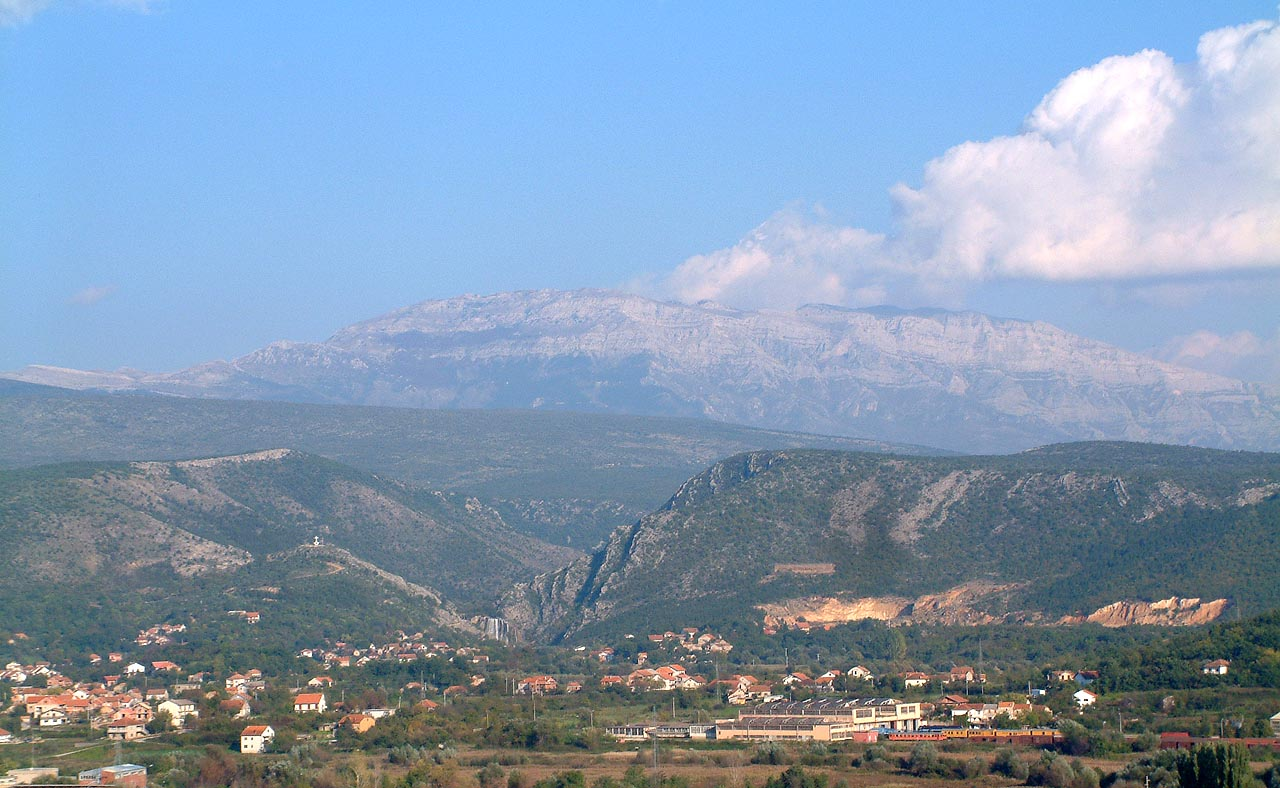
Montaña Dinara.

Se encuentra a una altitud de 230 m s. n. m. a 302 km de la capital nacional, Zagreb.

### Clima
| Parámetros climáticos promedio de Knin (1971−2000 normales, extremas 1949−2020) | Parámetros climáticos promedio de Knin (1971−2000 normales, extremas 1949−2020) | Parámetros climáticos promedio de Knin (1971−2000 normales, extremas 1949−2020) | Parámetros climáticos promedio de Knin (1971−2000 normales, extremas 1949−2020) | Parámetros climáticos promedio de Knin (1971−2000 normales, extremas 1949−2020) | Parámetros climáticos promedio de Knin (1971−2000 normales, extremas 1949−2020) | Parámetros climáticos promedio de Knin (1971−2000 normales, extremas 1949−2020) | Parámetros climáticos promedio de Knin (1971−2000 normales, extremas 1949−2020) | Parámetros climáticos promedio de Knin (1971−2000 normales, extremas 1949−2020) | Parámetros climáticos promedio de Knin (1971−2000 normales, extremas 1949−2020) | Parámetros climáticos promedio de Knin (1971−2000 normales, extremas 1949−2020) | Parámetros climáticos promedio de Knin (1971−2000 normales, extremas 1949−2020) | Parámetros climáticos promedio de Knin (1971−2000 normales, extremas 1949−2020) | Parámetros climáticos promedio de Knin (1971−2000 normales, extremas 1949−2020) |
| Mes                                                                             | Ene.                                                                            | Feb.                                                                            | Mar.                                                                            | Abr.                                                                            | May.                                                                            | Jun.                                                                            | Jul.                                                                            | Ago.                                                                            | Sep.                                                                            | Oct.                                                                            | Nov.                                                                            | Dic.                                                                            | Anual                                                                           |
| ------------------------------------------------------------------------------- | ------------------------------------------------------------------------------- | ------------------------------------------------------------------------------- | ------------------------------------------------------------------------------- | ------------------------------------------------------------------------------- | ------------------------------------------------------------------------------- | ------------------------------------------------------------------------------- | ------------------------------------------------------------------------------- | ------------------------------------------------------------------------------- | ------------------------------------------------------------------------------- | ------------------------------------------------------------------------------- | ------------------------------------------------------------------------------- | ------------------------------------------------------------------------------- | ------------------------------------------------------------------------------- |
| Temp. máx. abs. (°C)                                                            | 20.5                                                                            | 22.3                                                                            | 27.6                                                                            | 29.6                                                                            | 34.2                                                                            | 39.3                                                                            | 40.9                                                                            | 42.3                                                                            | 37.9                                                                            | 31.6                                                                            | 27.6                                                                            | 21.6                                                                            | 42.3                                                                            |
| Temp. máx. media (°C)                                                           | 8.9                                                                             | 10.4                                                                            | 14.1                                                                            | 17.4                                                                            | 23.0                                                                            | 26.6                                                                            | 30.1                                                                            | 30.3                                                                            | 25.4                                                                            | 19.9                                                                            | 13.7                                                                            | 9.9                                                                             | 19.1                                                                            |
| Temp. media (°C)                                                                | 4.0                                                                             | 5.1                                                                             | 8.2                                                                             | 11.5                                                                            | 16.6                                                                            | 20.1                                                                            | 23.0                                                                            | 22.5                                                                            | 18.0                                                                            | 13.3                                                                            | 8.2                                                                             | 5.0                                                                             | 13.0                                                                            |
| Temp. mín. media (°C)                                                           | -0.2                                                                            | 0.7                                                                             | 3.3                                                                             | 6.5                                                                             | 10.6                                                                            | 13.8                                                                            | 16.2                                                                            | 16.0                                                                            | 12.2                                                                            | 8.3                                                                             | 3.8                                                                             | 0.9                                                                             | 7.7                                                                             |
| Temp. mín. abs. (°C)                                                            | -18.3                                                                           | -18.4                                                                           | -14.0                                                                           | -4.1                                                                            | -0.4                                                                            | 4.3                                                                             | 8.1                                                                             | 6.8                                                                             | 1.0                                                                             | -3.3                                                                            | -8.5                                                                            | -15.4                                                                           | -18.4                                                                           |
| Precipitación total (mm)                                                        | 75.9                                                                            | 69.8                                                                            | 74.7                                                                            | 92.0                                                                            | 90.5                                                                            | 81.1                                                                            | 43.7                                                                            | 61.7                                                                            | 108.1                                                                           | 114.3                                                                           | 112.3                                                                           | 101.7                                                                           | 1025.8                                                                          |
| Días de precipitaciones (≥ 0.1 mm)                                              | 10.7                                                                            | 9.2                                                                             | 9.6                                                                             | 11.8                                                                            | 11.4                                                                            | 10.8                                                                            | 6.4                                                                             | 7.1                                                                             | 8.8                                                                             | 10.5                                                                            | 11.0                                                                            | 11.0                                                                            | 118.4                                                                           |
| Días de nevadas (≥ 1.0 cm)                                                      | 1.3                                                                             | 1.2                                                                             | 0.2                                                                             | 0.0                                                                             | 0.0                                                                             | 0.0                                                                             | 0.0                                                                             | 0.0                                                                             | 0.0                                                                             | 0.0                                                                             | 0.3                                                                             | 0.5                                                                             | 3.5                                                                             |
| Horas de sol                                                                    | 120.9                                                                           | 146.9                                                                           | 182.9                                                                           | 189.0                                                                           | 244.9                                                                           | 270.0                                                                           | 325.5                                                                           | 297.6                                                                           | 234.0                                                                           | 182.9                                                                           | 123.0                                                                           | 108.5                                                                           | 2426.1                                                                          |
| Humedad relativa (%)                                                            | 69.0                                                                            | 63.5                                                                            | 62.2                                                                            | 63.1                                                                            | 63.6                                                                            | 62.1                                                                            | 56.1                                                                            | 58.3                                                                            | 65.8                                                                            | 69.2                                                                            | 70.1                                                                            | 70.3                                                                            | 64.4                                                                            |
| Fuente: Croatian Meteorological and Hydrological Service                        |                                                                                 |                                                                                 |                                                                                 |                                                                                 |                                                                                 |                                                                                 |                                                                                 |                                                                                 |                                                                                 |                                                                                 |                                                                                 |                                                                                 |                                                                                 |

## Demografía
En el censo 2011 el total de población fue de 15 407 habitantes, distribuidos en las siguientes localidades:
- Golubić - 1 029
- Knin - 10 633
- Kninsko Polje - 864
- Kovačić - 900
- Ljubač - 78
- Oćestovo -  144
- Plavno - 253
- Polača - 210
- Potkonje - 110
- Radljevac - 75
- Strmica - 261
- Vrpolje - 213
- Žagrović - 637

| Gráfica de población de Knin 1857-2011                              |
|                                                                     |
| Según los censos de población de la oficina estadística de Croacia. |

Antes de la Guerra Croata de la Independencia, el 87% de la población de la municipalidad y el 79% de la de la ciudad consistía de serbios. Después de la guerra la mayor parte de los que no eran serbios abandonaron Knin, mientras que en los últimos días de la guerra los serbios abandonaron la ciudad antes de que fuese tomada por las fuerzas croatas.
En el censo de 2001, la población de Knin era de 11.128 personas en la ciudad y 15.190 en la municipalidad, siendo croatas la mayoría de sus ciudadanos (76,45%) y con un 20,8% de serbios.
La población de Knin es diferente a la de otras ciudades croatas debido a los refugiados: hay un gran número de croatas que emigraron allí y serbios de Knin que todavía son refugiados. Por la edad promedio de la población, Knin es la ciudad más joven de Croacia.

## Arqueología
Burnum, una ciudad romana descubierta recientemente, se encuentra a dieciocho kilómetros de Knin en dirección a Kistanje. Existen restos del mayor anfiteatro de Dalmacia construido en el año 77 a. C., durante el gobierno de Vespasiano, que podía albergar a ocho mil personas.
Las villas cercanas de Biskupija y Kapitul son sitios arqueológicos de gran interés del siglo X, en donde hay muchos restos de la cultura croata medieval como iglesias, tumbas, decoraciones, y monumentos.

## Deporte
El club de fútbol principal de Knin es el NK Dinara, creado en 1913. Los colores del NK Dinara fueron el blanco y el negro hasta 2005, cuando el club cambió sus colores a rojo, blanco y azul. El NK Dinara juega en la cuarta división de Croacia (1. Županijska liga Šibensko-kninska). El logo es de color rojo, blanco y azul (en ese orden) con la letra "D" en el medio del símbolo. 
Knin tiene una asociación deportiva formada en 1998. El baloncesto también es muy popular en la ciudad. El equipo nacional de baloncesto de Croacia ha jugado un partido en Knin, contra Israel en 1999 en donde Croacia ganó por 78 a 68 puntos. Otros deportes que se practican en Knin son el rugby, el balonmano, el vóley, el kickboxing, el  karate, el tenis y el taekwondo.

## Transporte
La carretera más importante de Knin es la ruta estatal croata D1. Por esta ruta se puede acceder fácilmente a Knin desde la gran ciudad costera de Split. La sección de la D1 desde Knin hasta la carretera A1 será ascendida al nivel de autopista en los próximos años (junto a la autopista B1). 

## Personas destacadas
- Rey Dmitar Zvonimir
- Ilija Petković - entrenador de fútbol